# Jo Barnikel

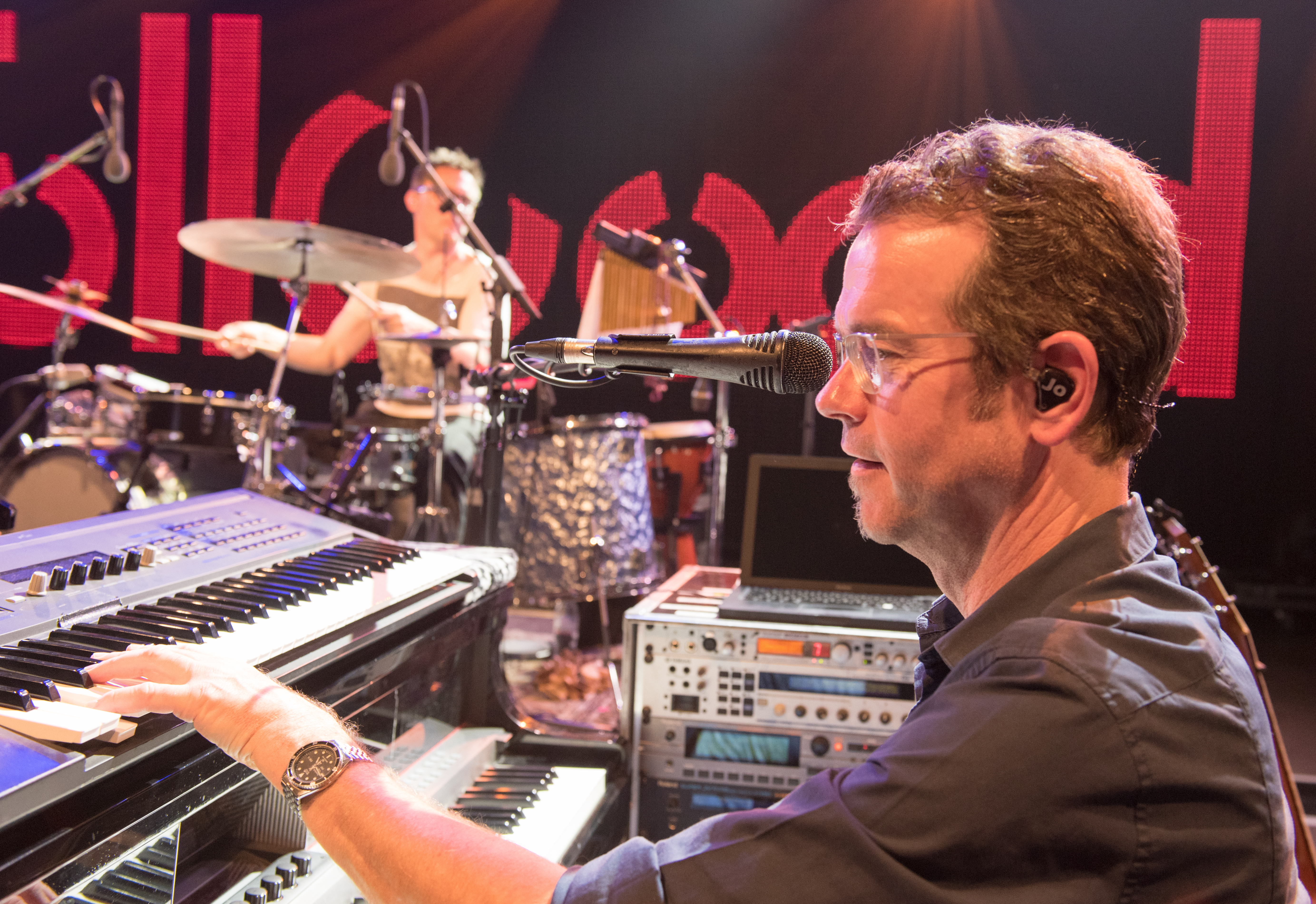
Jo Barnikel, 2015

Jo Barnikel (* 25. Februar 1959) ist ein deutscher Pianist, Keyboarder und Filmkomponist. Bekannt wurde er als musikalischer Begleiter von Konstantin Wecker.

## Leben
Johannes Barnikel absolvierte ein klassisches Musikstudium am Konservatorium Nürnberg mit dem Hauptfach Klavier. 1993 wurde er musikalischer Begleiter von Konstantin Wecker, später auch von Hannes Wader und Reinhard Mey.
Er machte  Aufnahmen, Konzerte, Tourneen und TV-Shows unter anderem mit Till Brönner, Peter Herbolzheimer, Barbara Thompson und Jon Hiseman, Ulla Meinecke, Udo Jürgens, René Kollo und Siegfried Jerusalem, Angelika Milster und dem Chanson-Kabarettisten Tom Haydn sowie Hakim Ludin. Zudem arbeitete er mit dem Musiker und Kabarettisten Klaus Karl-Kraus, dem Gitarristen Andreas Blüml und dem Saxofonisten Norbert Nagel zusammen.
Seit 2021 tourt Jo Barnikel mit Norbert Nagel und Fany Kammerlander als Trio Sfera.

## Werke

### Filmmusik
- Babels Monument (1985)
- Tatort – Todesfahrt (2002)
- Sinan Toprak ist der Unbestechliche (8 Folgen, 2002)
- Das Zimmermädchen und der Millionär (2004, Fernsehfilm)
- Der Bulle von Tölz (6 Folgen, 2005–2009)
- Abschnitt 40 (38 Folgen, 2001–2006)
- GSG 9 – Ihr Einsatz ist ihr Leben (13 Folgen, 2007–2008)

## Diskografie (Auszug)
- 2005 Zero Gravity, mit Norbert Nagel

### Mit Konstantin Wecker
- 1993 Uferlos
- 2001 Was für eine Nacht, Live-CD mit Hannes Wader, Konstantin Wecker
- 2003 Mey, Wader, Wecker – das Konzert
- 2005 Am Flussufer
- 2010 Kein Ende in Sicht, Live-CD mit Hannes Wader, Konstantin Wecker
- 2012 Wut und Zärtlichkeit (Live)
- 2016 Ohne Warum – live (Band und musikalische Leitung)
- 2021 Utopia

## Auszeichnungen
- Nominierung für den Deutschen Fernsehpreis 2005, zusammen mit Stephan Wildfeuer, für Abschnitt 40 (Kategorie Beste Musik)[2]